# Miedos (Modern Family)
«Miedos» ("Fears", en idioma original) es el decimosexto episodio de la primera temporada de la serie de televisión en formato falso documental Modern Family. Se emitió originalmente en ABC el 3 de marzo de 2010. El episodio fue escrito por el cocreador, Steven Levitan y dirigido por Reginald Hudlin.
En este episodio, Phil y Luke deciden buscar en el lugar oscuro debajo de su casa para descubrir si hay algo escondido allí que valga la pena su atención, pero solo encuentran algunas decoraciones de Halloween. Haley finalmente pasa su examen de conducir en su tercer intento y obtiene su licencia de conducir y Alex decide ir al baile. Mitchell y Cameron invitan al pediatra de su hija Lily a un brunch, pero terminan cuando sus padres cuando que su hija Lily dice «mamá» en presencia del pediatra. Gloria quiere hacer que Jay y Manny se enfrenten a su miedo a la montaña rusa y los obliga, a su manera, a montar una.
«Miedios» recibió una calificación de Nielsen Rating de 3,5/9, recibió críticas positivas de los críticos y obtuvo 8,08 millones de espectadores cuando se estrenó.

## Argumento
Este episodio comienza con los hijos hablaron sobre sus miedos, un tema que recorre las tres tramas familiares.
Después de que un chico dice a Haley (Sarah Hyland) «la que tienes ahí abajo es una gran colección», Phil (Ty Burrell) y Luke (Nolan Gould) no saben de qué está hablando el chico del cable y deciden ir al espacio de acceso debajo de la casa. Phil se da por vencido debido a su miedo a la oscuridad, por lo que envían el camión a control remoto de Luke con una cámara adjunta para buscar en el área. El coche choca y se atasca, lo que enoja a Luke. Luke decide hundirse, pero la presilla de su cinturón se atasca en algo. Phil venció el miedo a la oscuridad para salvar a Luke y conseguir el camión juguete. Luego, los dos deciden ir más lejos, pero al descubrir hay algunos huesos en debajo de la casa. Llaman a la policía, quien les dice que los huesos son adornos de Halloween del antiguo propietario.
Haley intenta obtener su licencia de conducir por tercera vez y, si falla, tiene que esperar seis meses para intentarlo de nuevo. Claire (Julie Bowen) intenta motivarla, pero Haley se pone más nerviosa cuando recibe el mismo examinador. Claire también intenta motivar a Alex (Ariel Winter) para que vaya a un baile, porque Alex cree que nadie se lo pedirá. Claire la convence de que vaya y que alguien le pedirá que baile. Haley finalmente obtiene su licencia, pero casi la pierde cuando se olvida de poner el freno con el profesor todavía en el coche.
Mientras tanto, Mitchell (Jesse Tyler Ferguson) y Cameron (Eric Stonestreet) invitan al pediatría de Lily, Dra. Miura (Suzy Nakamura) (del episodio «Run for Your Wife») a su casa para almorzar, para ponerse de su lado bueno. Sin embargo, va mal cuando Lily dice «Mamá» (lo que describen como la peor pesadilla de una pareja gay) a pesar de que piensan que nunca antes había oído la palabra. Mitchell y Cameron dudan de su valor como padres porque creen que Lily quiere una madre. Dra. Miura les asegura que son grandes padres y que tener una madre no es todo lo que está bien, citando su propia relación tensa con su madre mientras tiene una fuerte con su padre. Después de que ella se va, Mitchell y Cameron encuentran que uno de los juguetes de Lily dice «Mamá» cuando se presiona, que es donde ella recogió la palabra, sofocando sus temores sobre la falta de una madre femenina en la vida de Lily.
En la casa de los Pritchett, Manny (Rico Rodriguez) está preocupado por asistir a una fiesta de cumpleaños que tiene una montaña rusa. Gloria (Sofia Vergara), para hacer que Manny se enfrente a su miedo, le dice a él y a Jay (Ed O'Neill) que van a pescar, pero en realidad los lleva a una montaña rusa. Manny originalmente dice que se irá, pero cambia de opinión cuando Jay se niega. Gloria las llama niñas pequeñas y les da su sombrero y bolso y va a montar sola en la montaña rusa. Esto los avergüenza lo suficiente a los dos como para llevarlos a la montaña rusa, donde se lo pasan muy bien y Manny se las arregla para vencer su miedo.

## Producción
El episodio está escrito por Steven Levitan, quien cocreó la serie, convirtiéndolo en su cuarto episodio escrito de la temporada y dirigido por Reginald Hudlin. Originalmente se suponía que se emitiría el 3 de marzo de 2010, pero se redespió una semana. Fue el decimosexto episodio producido para la temporada.

## Reception

### Audiencia
En su transmisión original, «Miedos» fue visto por 8,08 millones de espectadores obteniendo una calificación de Nielsen Rating de 18-49 al 3,5/9, 15% por ciento menos que el último episodio original y también se convirtió en el episodio menos visto de la temporada después de «Fizbo» y «En mi casa no», pero el programa más visto en ABC.El episodio ocupó el puesto 20 en las calificaciones semanales de 18-49 con 4,523 millones de espectadores de la calificación.

### Reseñas
«Miedos» recibió críticas generalmente positivas.
Robert Canning de IGN le dio al episodio un 8.7 diciendo que era «Genial» y «Modern Family siempre ha sido experta en añadir esos momentos conmovedores a las risas. Es bueno saber que la serie no se ha perdido ni un paso durante su tiempo en un incidente de olímpico».
Jason Hughes de TV Squad que le dio al episodio una crítica positiva diciendo: «En 16 episodios, la mayoría de los cuales fueron fantásticos, este fue el primero en ahogar una respuesta emocional genuina de mi parte. El monólogo de cierre de Phil fue conmovedor, y tocó otro miedo al que se enfrentan todos los padres: el miedo a que sus hijos crezcan demasiado rápido. Eso, y el miedo a que vayan a matar a alguien en tu coche».
Donna Bowman de The A.V. Club le dio al episodio una A− diciendo que era «La voz en off sobre que el miedo es una parte esencial de la crianza de los hijos sonó verdadera, y se ilustró perfectamente con el paseo en montaña rusa de Manny (y Jay), a la que se le pidió a Alex que bailara («¿pero si no lo hacen?» le pregunta a su madre con dudas después de poner una cara valiente todo el día), y Haley conduciendo por su cuenta. Tenemos que estar allí para rescatar a nuestros hijos, y luego tenemos que dar marcha atrás y tratar de actuar como si no creyéramos que necesiten ser rescatados».
Lesley Savage de Entertainment Weekly le dio al episodio una crítica positiva y dijo: «No sé ustedes, pero realmente extrañé a mi familia en las últimas dos semanas, y este episodio fue la bienvenida perfecta. Mantuvo las cosas en la familia, sin cameos, sin grandes acrobacias, solo cada miembro haciendo lo que mejor sabe hacer. Y comenzó con una explosión, con todo el mundo diciendo cuáles eran sus mayores miedos».